# Lorenzo Gonzalez
Lorenzo Gonzalez   (Panaquire, 5 de gener de 1923) va ser un cantant veneçolà de boleros i música tropical.
En la seva joventut va guanyar un concurs d'aficionats a Ràdio Tropical (Caracas). Com que no tenia èxit a Veneçuela, va decidir emigrar a Espanya. Va debutar a Madrid a la primavera de 1952, a la sala de festes Casablanca, i va obtenir un èxit immediat. Després actuaria a Ràdio Madrid. Es va presentar amb la seva orquestra tocant boleros i música tropical. La seva característica veu de fumador, i la seva perfecta dicció, van fer que el públic pensés que González era el nou Antonio Machín. Es va presentar en els millors llocs de Madrid i Barcelona. Va estrenar els seus propis espectacles al teatre Victòria i va ser cantant convidat de la cadena d'hotels Hilton a tot el món.
A Veneçuela va rebre el premi "Guacaipuro de Oro". A principis dels anys cinquanta, el cantant va incloure en el seu repertori els temes de Bobby Capó (1921-1989) "Nena", "Com fa mal una traïció", "Pell canyella" i "Lluna de mel a Puerto Rico". El seu primer disc a Espanya va ser "Cabaretera" (de Bobby Capó), gravat amb la discogràfica Odèon, que va ser un gran èxit. A València va gravar el bolero "Hola, què tal?" (De Gilberto Urquiza, cubà instal·lat a Mèxic), "Cita a les 6" i "Nena".
Al maig de 1954, González va contractar en la seva orquestra al jove pianista espanyol Tete Montoliu (1933-1997) cec de naixement, que en aquest llavors tenia 21 anys. En els anys cinquanta i seixanta va actuar innombrables ocasions a "La Casona" de Santander (Cantàbria). A principis dels anys setanta, tant Jorge Sepúlveda com Antonio Machín i Lorenzo González van haver d'abandonar la seva activitat professional com boleristes, a causa que el bolero havia perdut vigència en Espanya.